# Vivente
Vivente è una frazione del comune di Vistarino posta a nordovest del centro abitato, verso Roncaro.

## Storia
Vivente (CC M097), noto come Viventum nel XV secolo, appartenne feudalmente agli Arese, conti di Castel Lambro. Faceva parte della Campagna Sottana di Pavia. Nel 1872 il comune fu soppresso e unito a Vistarino.

## Società

### Evoluzione demografica
- 107 nel 1576
- 252 nel 1751
- 352 nel 1780
- 324 nel 1805
- 300 nel 1807
- 436 nel 1861[2]
- 476 nel 1877
- 118 nel 2011
- 166 nel 2017